# Långetjärnen (Töftedals socken, Dalsland, västra)
Långetjärnen är en sjö i Dals-Eds kommun i Dalsland och ingår i Örekilsälvens huvudavrinningsområde.